# Frédéric Arpinon
Frédéric Arpinon, né le 9 mai 1969 à Nîmes,  est un footballeur français, devenu entraîneur puis directeur sportif.
Pendant sa carrière de joueur, il évolue au poste de milieu de terrain. Il est depuis 2024 le  directeur sportif du FC Metz pour occuper le poste de directeur sportif

## Biographie
Formé au Nîmes Olympique, il joue son premier match en Division 1 le 20 juillet 1991 face au FC Sochaux. Au cours de sa carrière de footballeur il dispute notamment 162 matches en Ligue 1, et joue 9 rencontres en Coupe de l'UEFA. En Coupe de l'UEFA, il inscrit un but face au Sporting Portugal le 29 octobre 1996, à l'occasion des seizièmes de finale de la compétition.
Son palmarès en club est constitué d'une Coupe de la Ligue remportée en 1996 avec le FC Metz. Il est également finaliste de la Coupe d'Écosse avec l'équipe d'Hibernian.
En février 2006, il obtient le BEES 2e degré.
En juin 2007, il devient l'entraîneur adjoint du FC Istres. En septembre 2007, il est nommé entraîneur de l'équipe en remplacement de René Le Lamer. En mai 2008, Arpinon est remplacé par Henri Stambouli à la tête de l'équipe une. 
Le 24 mars 2014, il est nommé entraîneur d'Istres à la suite du limogeage de José Pasqualetti. Il ne sera pas reconduit dans ses fonctions pour la saison suivante, Lionel Charbonnier lui étant préféré.
En mai 2016 il est recruteur pour son ancien club le FC Metz . 
En septembre 2022 Frédéric Arpinon est nommé manager général du club partenaire du FC Metz, Génération Foot Dakar en remplacement de l'ancien manager Olivier Perrin. 
En juin 2024, il effectue son retour au FC Metz pour occuper le poste de directeur sportif. 

## Carrière

### Joueur
- 1986-1992 :  Nîmes Olympique
- 1992-1993 :  OGC Nice
- 1993-1994 :  Nîmes Olympique
- 1994-1995 :  CS Sedan-Ardennes
- 1995-1997 :  FC Metz
- 1997-1999 :  RC Strasbourg
- 1999- janvier 2001 :  ES Troyes AC
- janvier 2001-2003 :  Hibernian Édimbourg
- 2003-2004 :  Nîmes Olympique
- 2004-2007 :  ES Uzès Pont du Gard (entraîneur-joueur)

### Entraîneur
- Septembre 2007 - Mai 2008 :  FC Istres
- Mars 2014 - Mai 2014 :  FC Istres

## Palmarès
- Vainqueur de la Coupe de la Ligue en 1996 avec le FC Metz
- Finaliste de la Coupe d'Écosse en 2001 avec Hibernian